# نهر روكان كيري
نهر روكان كيري هو نهر في شمال سومطرة، إندونيسيا. وهو أحد روافد نهر روكان.